# Coolgardie–Esperance Highway
De Coolgardie–Esperance Highway is een weg in de regio Goldfields-Esperance in West-Australië.

## Geschiedenis

### Achtergrond
Als gevolg van de goldrush van de jaren 1890 in West-Australië ontstond er een pad tussen Esperance en Coolgardie. Esperance was namelijk de dichtst bij de oostelijke goudvelden gelegen haven. Met paard en kar werden voorraden en reizigers over het 390 kilometer lange pad vervoerd. Door de zanderige omgeving diende onderweg op verschillende plaatsen paardenvoer voorzien te worden.
De Eastern Goldfields Railway tussen Perth en Kalgoorlie opende in 1897 en in 1902 kreeg de spoorweg een aftakking van Kalgoorlie naar Norseman. Het was toen goedkoper om goederen vanuit Fremantle over het spoor naar de goudvelden te vervoeren dan over het pad met paard en wagen vanuit Esperance.

### Aanleg
De in 1926 opgerichte Main Roads Board kreeg het beheer over de route Coolgardie-Esperance en 21 andere belangrijke routes in West-Australië die van dan af hoofdwegen (En: Main Roads) genoemd werden. Om de bruikbaarheid van het hele hoofdwegennetwerk te verhogen, werden die secties in het net die er het slechtst aan toe waren het eerst verbeterd. Door de crisis van de jaren 30 ontstond hoge werkloosheid en de federale overheid financierde tewerkstellingsprogramma's. Op die manier werd de staat van de weg in de loop van de jaren 1930 verbeterd.
Voor de Tweede Wereldoorlog gingen reeds stemmen op om de weg te verharden. Tijdens en kort na de Tweede Wereldoorlog was er echter een tekort aan bitumen en enkel de strategisch belangrijke wegen werden verhard. Vanaf 1948 werd begonnen met het verharden van de weg tussen Coolgardie en Esperance. De weg werd op 16 augustus 1957 officieel de Coolgardie–Esperance Highway maar zou pas tegen 1960 volledig verhard raken. De verharding bestond uit een enkele rijstrook van 3,7 meter. In 1974 werd de weg tussen Norseman en Coolgardie opgewaardeerd en kreeg twee verharde rijstroken. Tegen 1980 kreeg ook het deel tussen Norseman en Esperance twee verharde rijstroken.
Tussen 2012 en 2014 werd de toegang tot de haven van Esperance vernieuwd om het vrachtvervoer beter te kunnen bedienen.

## Routebeschrijving
De Coolgardie–Esperance Highway begint op de Great Eastern Highway in Coolgardie. Ze gaat als National Highway 94 tot in Norseman, het beginpunt van de Eyre Highway. Vervolgens loopt de Coolgardie-Esperance Highway verder naar het zuiden als National Route 1, tot de kustplaats Esperance. De National Route 1 maakt deel uit van Highway 1, de ringweg rond Australië die alle hoofdsteden verbindt. Vanaf het rondpunt met de Fisheries Road en Norseman Road in Esperance wordt de Coolgardie-Esperance Highway de Harbour Road. Harbour Road is de link met de haven van Esperance en de South Coast Highway.

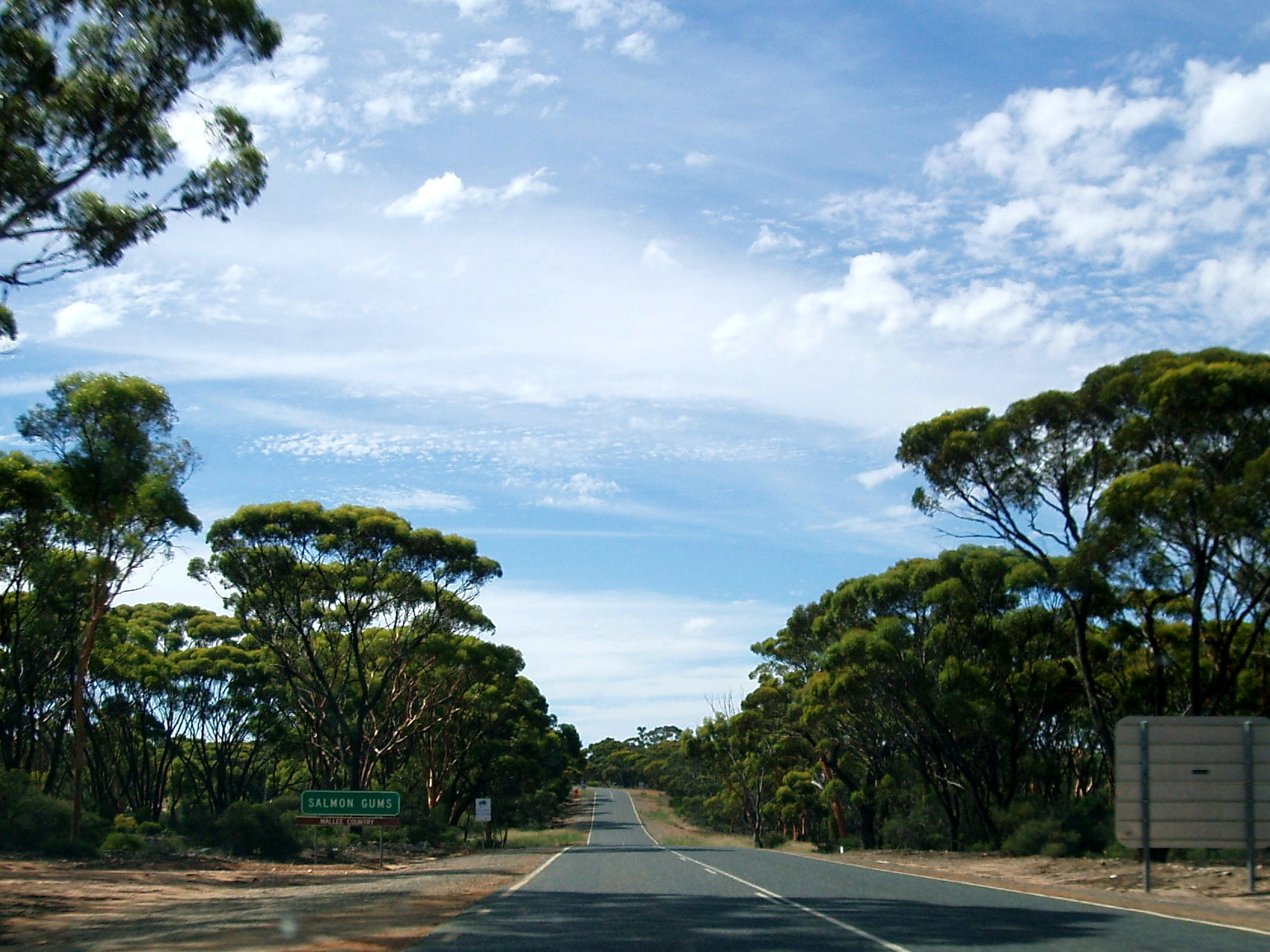

De Coolgardie–Esperance Highway bestaat grotendeels uit een enkele rijbaan met twee rijstroken. De maximum toegelaten snelheid is 110 kilometer per uur behalve in de bebouwde kom. Tussen Coolgardie en Norseman loopt de weg door een golvend bebost landschap met zoutmeren. Na Norseman gaat de weg door landbouwgebied en voor Esperance langs meren en heuvels. De volgende plaatsen liggen aan de weg: Coolgardie, Widgiemooltha, Norseman, Salmon Gums, Grass Patch, Gibson en Esperance. Ze liggen meestal 50 tot 100 kilometer uit elkaar, behalve de secties Salmon Gums–Grass Patch en Gibson–Esperance die respectievelijk 29 en 22 kilometer van elkaar liggen.